# FGD3
FGD3‏ (FYVE, RhoGEF and PH domain containing 3) هوَ بروتين يُشَفر بواسطة جين FGD3 في الإنسان.